# محسن دلواری
محسن دلواری (زاده ۱۰ دی ۷۴) فوتبالیست و هافبک پیشین باشگاه فوتبال تراکتورسازی تبریز می‌باشد.

## افتخارات
باشگاهی
- نائب قهرمانی لیگ برتر فوتبال ایران ۹۱-۹۰ به همراه باشگاه تراکتورسازی تبریز